# Pachucai óratorony
Az óratorony a mexikói Hidalgo állam fővárosának, Pachucának az egyik jelképe.

## Története
1907 januárjában Ramón Corral belügyminisztertől utasítás érkezett Hidalgo állam kormányzatához, hogy a függetlenség kikiáltásának közelgő századik évfordulójára valami méltó emlékművet kell építeni Pachucában is. Az ötletet örömmel fogadták a városban, és mivel úgyis volt a főtéren egy korábban pénzhiány miatt az alapozásnál félbeszakadt építkezés, úgy döntöttek, erre az alapra építenek majd egy órával is rendelkező emlékművet. A tervezésre pályázatot írtak ki, ezt pedig Tomás Cordero nyerte meg. Az építkezést Luis Carreón és Francisco Hernández vezette, a kőfaragásban és a sasos díszek elkészítésében fontos szerepet játszott Alfonso Arteaga, a mintegy 25 egyéb művész és egyszerű kőműves között pedig megtalálható volt például Jacinto és Pedro Hernández Baldovino és Pedro Madrid is. A köveket nem vakolattal illesztették egymáshoz, hanem olyan alakúra faragták, hogy egymásba akadva ne csússzanak el, és forró ként használtak hozzájuk ragasztóanyagként. Az építkezés költsége 300 000 peso volt. Az óraszerkezet valószínűleg 1907-ben érkezett meg a városba, és kezdetben a Mennybemenetel-templomban tárolták, de állítólag az ottani pap fel akarta szerelni a templom homlokzatára, ezért inkább áttelepítették a Rule-házba, majd amikor elkészült az óratorony, Tomás Zepeda órásmester oda szerelte fel. A nagyszabású avatóünnepségre egy nappal a híres doloresi kiáltás századik évfordulója előtt, 1910. szeptember 15-én került sor.

## Az épület
A körülbelül 40 méter magas, négy szintes óratorony Pachuca történelmi belvárosában, a Jardín Independencia téren áll. Toronysisakja rézből készült, falai faragott kőtömbökből (a kő a közeli Mineral del Monte községben található Tezoantlából származott), a második szinten álló négy, három méter magas női alakot formázó szobor pedig carrarai márványból. Ezek a szobrok Mexikó történelmének egy-egy fontos időszakát ábrázolják, amelyekhez köthető évszámok a szobrokhoz tartozó akrotérionokon is olvashatók: 1810, amikor kikiáltották az ország függetlenségét, 1821, amikor meg is valósult a függetlenség, 1857, a querétarói alkotmány kiadása, valamint 1859, a reformmozgalom győzelme. Az óraszerkezet carillonja a londoni Big Ben másolata, még ugyanabban az osztrák műhelyben is készült, nyolc harangja ugyanazt a dallamot szólaltatja meg negyed óránként, viszont este 6-kor a mexikói himnuszt is eljátsszák.

## Képek

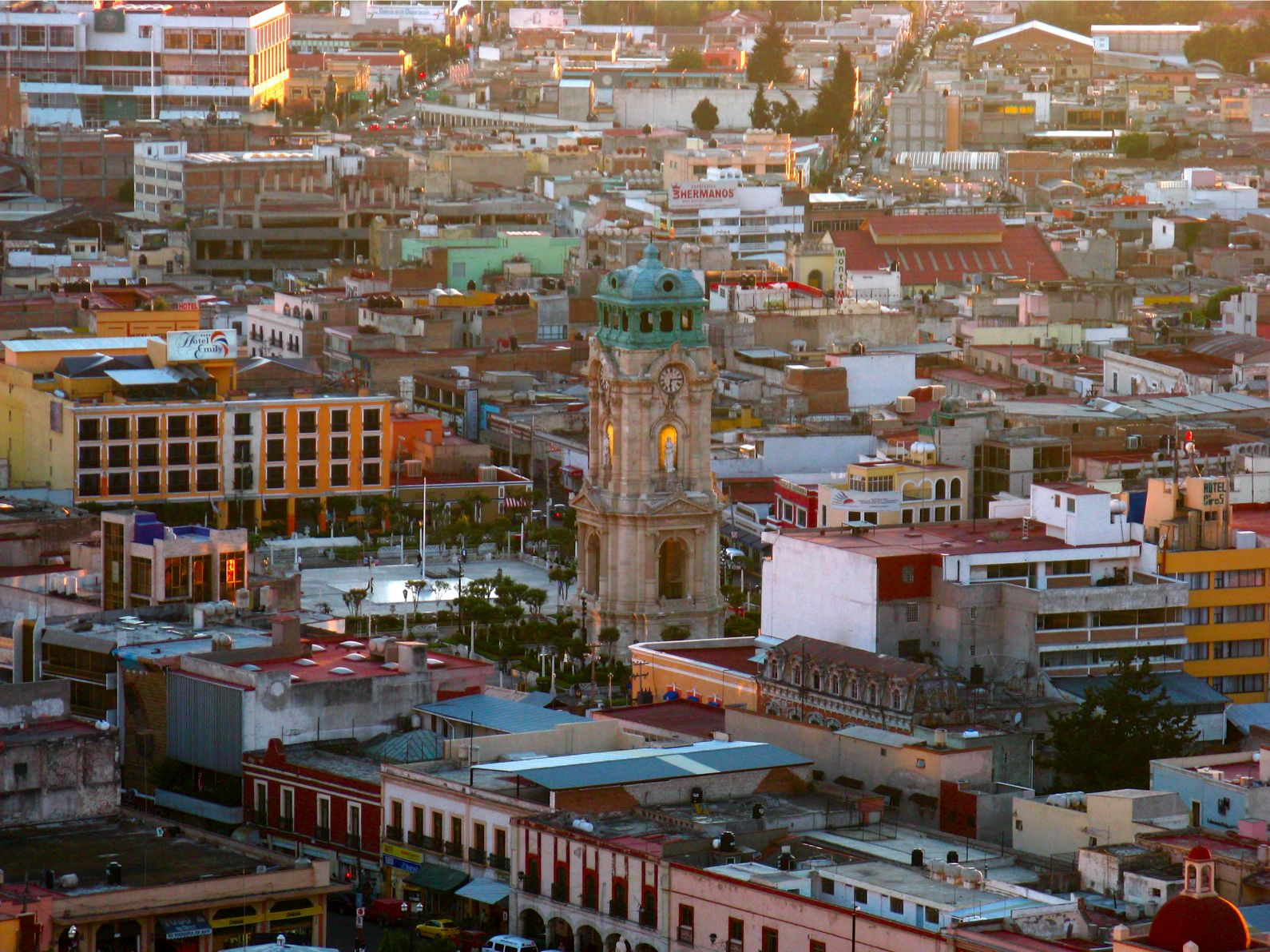
A torony és környéke
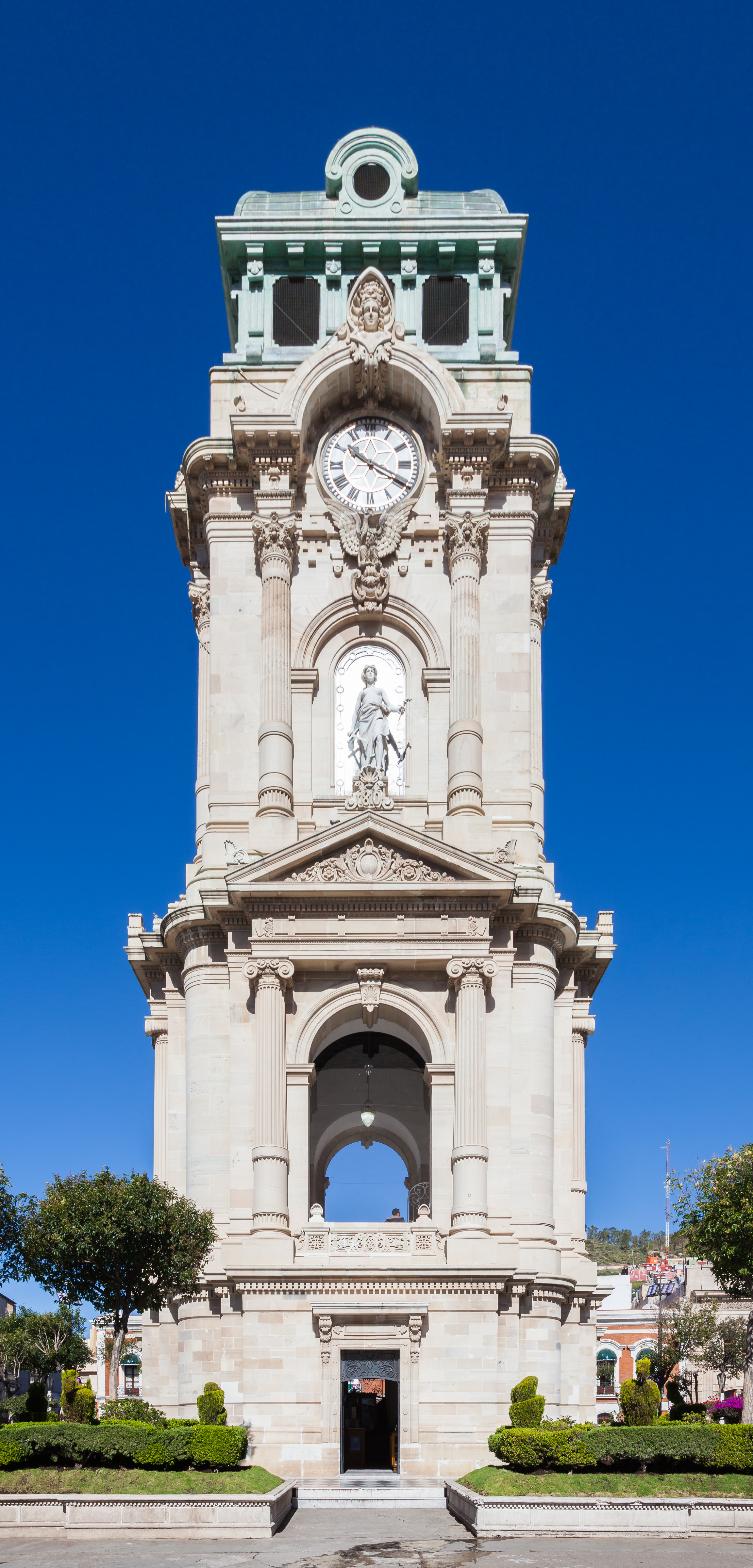
Oldalról
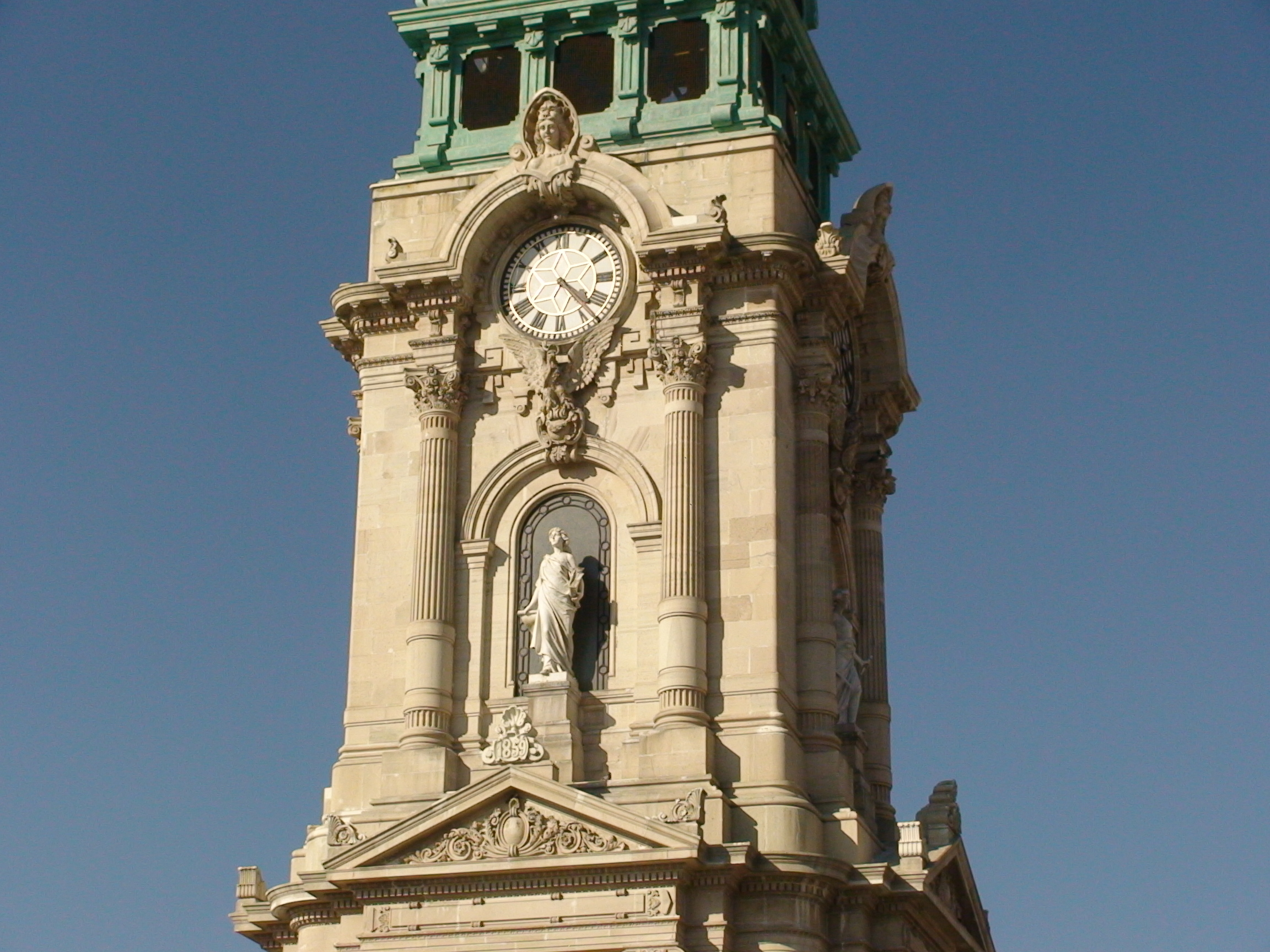
Részletek
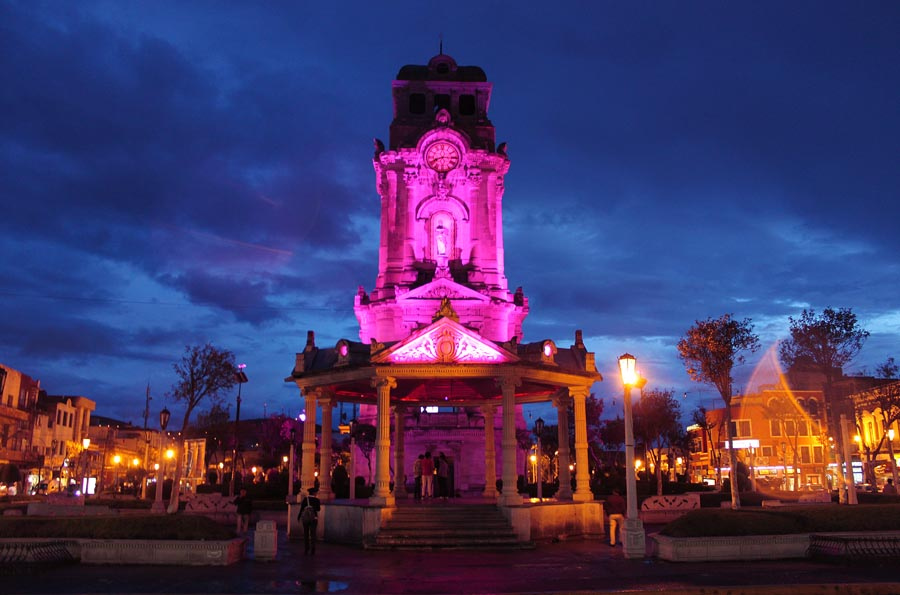
Színes megvilágításban
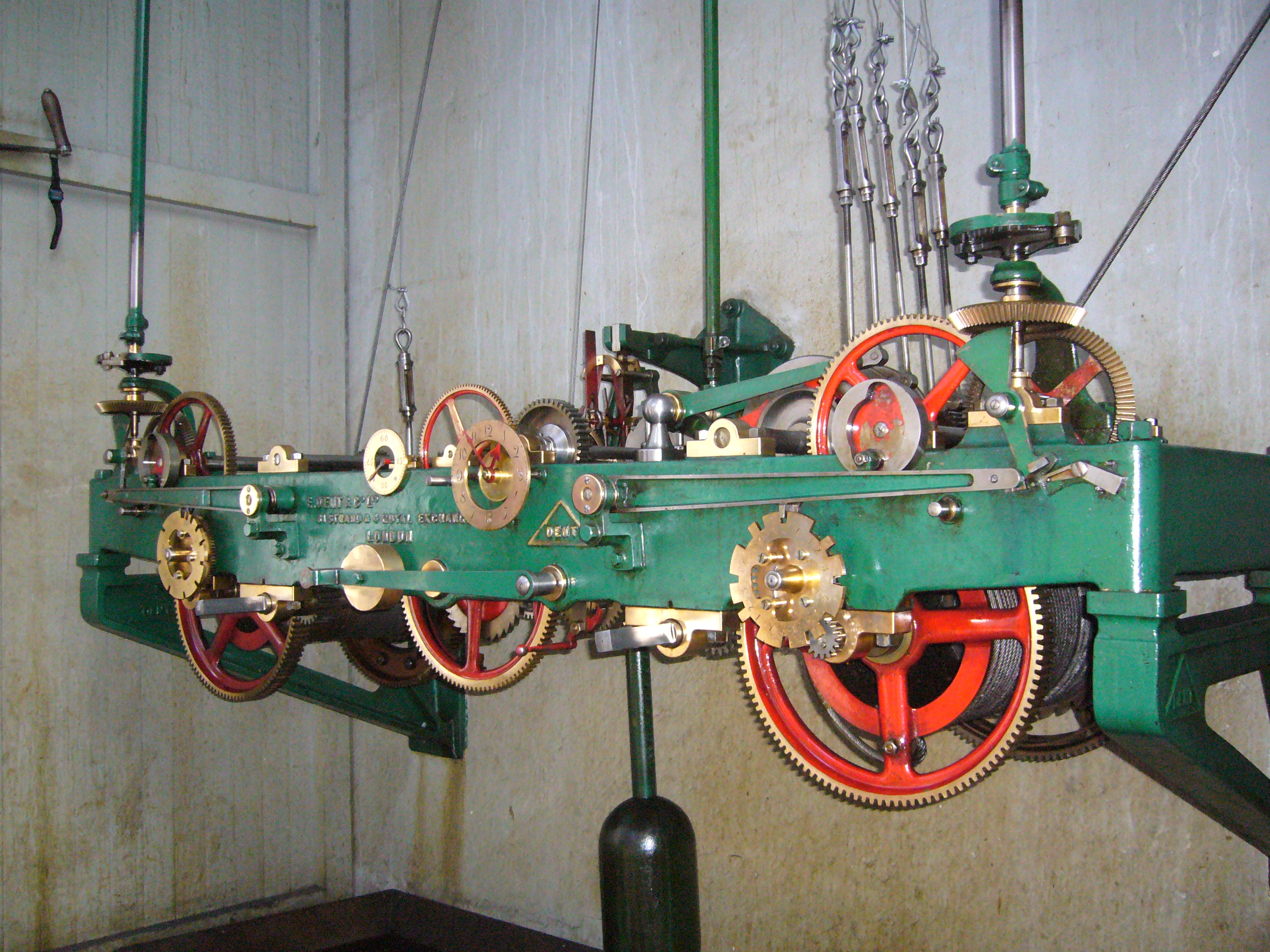
Az óraszerkezet